# 中丸薫
中丸 薫（なかまる かおる、1937年〈昭和12年〉5月23日 - ）は、国際政治評論家。米国財団法人『国際問題研究所』有限会社『国際問題研究会』及び『太陽の会』を主宰。日本ペンクラブ会員。配偶者は俳優の中丸忠雄（2009年、死別）。

## 経歴
中国生まれ。父親は明治天皇の落胤とも称される堀川辰吉郎、母親は日本赤十字の看護師として大陸に渡り、満洲事変から日中戦争期に抗日兵士の帰順工作を行ったという中島成子だとしている。
著書によれば、薫の生後45日後に盧溝橋事件が起こり、中島成子は関東軍の依頼により日中間の交渉を担うことになったため、薫は松村正之・北京大学教授夫妻に預けられた。6歳の誕生日を迎えてまもなく、松村夫妻の故郷である山梨県甲府市に移住。1950年に山梨英和女学院中等部に進んだという。そこで外国人教師から英語を学んだことがきっかけとなり、東京へ行くことを決意。親戚が住んでいた文京区にある東京都立小石川高等学校に進学した。当時、小石川高校は1クラス約60名の生徒のうち、女子は10名程度しかいなかったが、薫は2年生のときに生徒会長に選ばれ、卒業するまで務めたという。また、英語研究会のリーダーを務めた。
バーナード大学 (en) を経てコロンビア大学政治学部に入学、東アジア研究所で国際政治学を専攻し卒業。1970年代より、各国国王や大統領、首相、財界人やVIP、映画監督や芸術家などをインタビューするジャーナリスト、国際政治評論家として講演、執筆、テレビで活動。1974年にはニューズウィーク誌が「日本のエドワード・R・マロー」と名付け、田中真紀子と共に「家父長制に逆らった一握りの日本人女性」("handful of Japanese women who have bucked their country's patriarchal system")として紹介。この事は日本でも話題となった。
その後も自らがプロデューサー、ディレクター、インタビュアーを務める対談番組を日米両国で持つと同時に、世界の紛争、戦争地帯に足を運び、当事国の国家元首たちと積極的に会談。その中には、リビアのカダフィ大佐やイラクのサッダーム・フセインなど、西側諸国から敵視されていた人物もいた。中丸はイラン・イラク戦争の最前線でも取材を行い、そのVTRをフセイン大統領に見せて戦争をただちにやめるよう進言している。フセイン大統領に「なぜ戦争を続けるのか」と詰め寄る様子や、カダフィ大佐に「あなたは本当にテロリストか」と問いただす姿はテレビで放映された。それらの経験を通じて、私費を投じて紛争国の仲介役を務めるなど、民間外交に尽力するようになる。
1985年に“The International Affairs Institute for World Peace”（国際問題研究所）をニューヨークで、また1991年に平和を願う人々の会"Following the Sun Association”（太陽の会）を設立。その際、各国国王や大統領、文化人から「あなたのあらゆる活動に賛同いたします」との直筆サインをもらい、これら要人を顧問および特別会員として迎えている。これらの会の立ち上げにより、武力と緊張を礎とする「力の道」による「ワンワールド」ではなく、相互理解と信頼を礎とした「命の道」による「ワンワールド」の実現を啓蒙する活動を本格的に開始した。インタビュアーとして活躍していた頃からこれまでに訪問した国は186カ国。
中丸は著書において、「人間復興を通した世界平和」を目指しているとし、「富や名声、権力が人間を幸せにするのではなく、本当の幸せは愛、調和、安らぎに満たされた心から生まれる。市民からVIPまで、一人一人の心の内側を平和にすることが世界平和を実現する」と訴えている。『太陽の会』という名称も、イソップ物語の「北風と太陽」にちなんで命名。中丸は著書の中で、「太陽はどんな人をも温かい光で包み込む。私たちもそのような心で生きなければいけない」という主旨のことを度々書いている。
1966年、俳優・中丸忠雄と結婚したが2009年に死別。一男一女がいる。長男の忠弥は中丸薫の著書『明治天皇の孫が語る闇の世界とユダヤ』の装画を担当している。

## 国内における活動
両親がともに日中友好のために力を尽くしたことから、中国とは日中国交正常化以前から太いパイプがあり、当時の田中角榮首相、大平正芳外相ら政府要人や外務省職員に中国情勢をレクチャーしたとしている。1970年代から1980年代には三木武夫、福田赳夫、中曽根康弘、小渕恵三らと親交を深めたと述べている。

## 出自に関する議論
1975年、20世紀後半で世界に名を残している著名人200人を自分でアポイントをとり、インタビューした「中丸薫 世界の主役」TVシリーズを終えたころ、文藝春秋社から「自伝を出版してください」と云われた。そして、その中に「明治天皇の孫であるということも入れてください」と云われた。
その理由は文藝春秋のなかに千種任子の甥がいて「おばさんから常に中丸薫の父であった堀川辰吉郎（明治天皇と権掌侍であった千種任子との間に出来た隠し子だとされる）に会えなくて淋しいと聞かされていた」のでということだった。
こうした経緯で中丸薫半生記「太陽を追って」が文藝春秋から出版され、初めて明治天皇の孫、中丸薫にふれた文章が出版された。
皇室ジャーナリストの河原敏明は、「堀川氏は孫文をたすけたこともある右翼の壮士だった人。明治天皇の落胤との噂もあるが、一般的にいえば、大陸浪人とか右翼の壮士といわれる人の話は、割引きして聞かねばならない。中丸薫さんの出生そのものが判然としないし、また堀川氏がご落凰というのも噂にすぎない。もちろん宮内庁では相手にしていない。こうなると、中丸さんが明治天皇の孫だという確率はゼロにも等しいわけである」と述べている。

## 年譜
- 1950年 - 山梨英和女学院中等部に入学[13]。
- 1955年 - 東京都立小石川高等学校在学中に砂川闘争・砂川事件（1955年から1957年[14]）の影響で国際政治に興味を持つようになる[15]。
- 1957年 - 2月、日赤中央病院に入院中の中島成子と会い、みずからが中島の実子であることを教えられたという[16]。中島成子への見舞いには、中丸の知人のエドワード・G・サイデンステッカーも同行している[17]。
- 1958年 - 暮に帝国ホテルの一室で堀川辰吉郎と会い、みずからが堀川の実子であることを教えられたという[18]。
- 1959年 - 春に留学試験を受験しコロンビア大学から入学を許可された。当時上智大学で教えていたエドワード・G・サイデンステッカーの助言で、同年8月に渡米し[19]、コロンビア大学政治学部に入学[13]。
- 1962年 - バーナード大学（コロンビア大の傘下にある学部課程の私立女子大）を卒業。
- 1963年 - コロンビア大学政治学部を経て、コロンビア大学大学院国際政治学部卒業。卒業論文は『人民公社の所有制度の変遷』。次いでコロンビア大学東アジア研究所を卒業。[要検証 – ノート]同年、スイスに梱包機械販売の現地法人を設立、代表に就任。ダウ・ケミカル社との商談を成功させる（1968年に退任）。
- 1966年 - 3月19日、中丸忠雄と結婚[20]。
- 1971年 - 初の著書となる『対米外交・対中外交』（サイマル出版）を発表。
- 1973年1月 - インタビュー番組『中丸薫・世界の主役』（東京12チャンネル系列全国36局）スタート（1974年9月終了[21]）。
- 1974年 - 通商産業省審議委員。
- 1975年 - ヨルダンのフセイン国王より、独立栄誉賞を授与される。自叙伝『太陽を追って～中丸薫半生記』（文藝春秋）を出版。同書の出版記念パーティを機に新宗教GLA創始者の高橋信次と出会い、高橋を「心の師」と仰ぐに至る[22]。
- 1980年 - 外務省海外広報協会評議委員
- 1983年2月 - フセイン大統領の招きで1カ月間イラクに滞在。その間、大統領専用機でイラン・イラク戦争の前線に赴き、イランの少年捕虜などを視察。彼らの様子をVTRに収め、後日フセインにVTRを見せて即刻戦闘を終結するよう直訴
- 1983年12月 - アメリカ・公共放送サービスにて、インタビュー番組“FOLLOWING THE SUN”（太陽を追って）をスタート。カダフィとの対談では、「私はアメリカの政策には反対だが、アメリカに対しては好意を持っている。私にはアメリカと話をする用意がある」とのカダフィの発言を削除するよう局側が圧力をかけてきたが、私費で番組枠を買い取り、問題箇所をカットせずに放映した
- 1985年 - “The International Affairs Institute for World Peace”（国際問題研究所）がアメリカ政府より財団法人として認可される[注釈 4]
- 1987年 - ニューヨークを拠点にテレビ出演、講演活動を行う
- 1989年 5月23日 - 自宅を売って得た資金で『第1回世界平和のための国際シンポジウム』をニューヨークプラザホテルにて開催。前日には国連においてシンポジウムのコンセプトについて講演。記者会見を通して100カ国以上の賛同を得る。
- 1989年12月 - ソ連より招待される
- 1991年 - 「人間復興による世界平和」をめざして“FOLLOWING THE SUN”（日本名：太陽の会）を設立
- 1994年7月 - 北朝鮮政府に招待され、初訪問を行うが予定していた金日成が単独インタビューの3日前に急逝するというアクシデントに見舞われた[23][24][25][26][27]。
- 1995年 - ニューヨークのヨハネ教会で、全世界から1000人の宗教者が集った「21世紀のビジョンと宗教」会議を開催
- 1996年 - 北朝鮮より1カ月間招待される
- 1997年 - 日米欧三極委員会、ビルダーバーグ会議、Skull & Bones Societyの名簿を巻末資料として掲載した『“闇”の世界権力構造と人類の針路』（文芸社）を出版。以後、日本での講演、執筆に力を注ぐ。
- 1998年2月 - アメリカ軍によるイラク空爆回避のためイラクを訪問。イラク政府首脳と会談。
- 1998年3月 - 南北朝鮮両政府より招待を受ける
- 1998年9月 - 月刊ニューズレター「中丸薫の『World Report』」発刊
- 2000年 - 「イラン革命30周年記念式典」に国賓として招かれ、基調講演を行う
- 2002年 - 米国財団法人国際問題研究所のニューヨーク事務所をハワイへ移転
- 2004年 - 人名録 American Biographical Institute（アメリカ）から「21世紀の偉大な女性」「21世紀の偉大な思想家」に選ばれる。また、 International Biographical Centre（イギリス）から「21世紀の代表的な知識人2000人」に選ばれる[要検証 – ノート]
- 2008年 - まぐまぐより有料メールマガジン「中丸薫2012年のアセンション―激動の時代を生きる」を発行している。

## テレビ番組
- 『世界の主役』（テレビ東京系列全国36局） - 1973年1月～1974年9月
- 『ワールド・ナウ』（テレビ朝日系列全国）- 1979年7月～12月
- 『世界を動かす100人』（テレビ東京系列全国36局） - 1982年4月～9月
- 『ザ・メッセージ』（テレビ東京系列全国36局） - 1983年10月～1984年3月
- 『FOLLOWING THE SUN』（アメリカPBSネットワーク全米380局） - 1983年12月～1984年5月
- 『一枚の写真』（フジテレビ系） - 1989年9月4日 夫・中丸忠雄と一緒に出演。
- 『平成教育委員会』（フジテレビ系）- 1995年5月27日

## 著書
- 『対米外交・対中外交』サイマル出版会、1972年11月25日。
- 『太陽を追って : 中丸薫半生記』文藝春秋、1975年7月20日。
- 『世界の主役』国際PHP研究所、1975年12月10日。
- 『世界の素顔 : 中丸薫のヒューマン・インタビュー』時事通信社、1980年11月20日。
- 『人間として指導者として : 世界のトップリーダー10人』フォー・ユー、1987年6月10日。
- 『"闇"の世界権力構造と人類の針路 : 「力の道」から「命の道」へ』文芸社、1997年4月。
- 『明治天皇の孫が語る闇の世界とユダヤ : 太陽を心に抱いて』文芸社、1998年2月。
- 『日本が闇の権力に支配される日は近い : マスコミ報道からは決してわからない世界情勢の本当の読み取り方』文芸社、1998年11月。
- 『人間の使命とは何か : 晴れ晴れと「平和の知恵」を磨くこと』三五館、1999年8月。
- 『真実のともし火を消してはならない : 「闇の支配」から世界を救うために』サンマーク出版、2002年5月。
- 『国際テロを操る闇の権力者たち : 明治天皇の孫が教える世界情勢の読み取り方』文芸社、2003年3月。
- 『アメリカに巣くう闇の世界権力はこう動く』徳間書店、2003年7月。
- 『世界はなぜ破滅へ向うのか。 : 「国際情勢の闇」早わかり30のポイント』文芸社、2003年9月。
- 『闇の権力をくつがえす日本人の力 : 超パラダイムシフト : 割られた十六菊花紋を復元せよ!』徳間書店、2004年2月。
- 『古代天皇家と日本正史 : 現人神と万世一系の超秘密』徳間書店、2004年9月。
- 『この地球を支配する闇権力のパラダイム : 騙されるな!光の叡智A to Z』徳間書店、2006年8月。
- 『気高き日本人と闇の権力者たち』文芸社、2006年9月。
- 『美しい人の美しい生き方』徳間書店、2007年6月。
- 『2012年の奇蹟 : 愛の光でアセンション』あ・うん、2007年7月。
- 『「闇の世界権力」レポート : 知らないとやばい!』徳間書店〈5次元文庫 ; 1〉、2007年11月。
- 『2012年の奇蹟 2』あ・うん、2007年11月。
- 『アセンション・リーダーズ : 光の翼をもつ人々』学習研究社〈Mu super mystery books〉、2007年12月。
- 『中丸薫という生き方 : あなたは何のために生まれ、どう生きるのか』徳間書店〈5次元文庫 ; 14〉、2008年1月。
- 『見えない世界の摩訶不思議 : 生きることの素晴らしさを伝えたい』あ・うん、2008年1月。
- 『この国を変える力 : 「日本の時代」がはじまる』PHP研究所、2008年2月。
- 『天と地と : 光そして愛のメッセージ』あ・うん、2008年。
- 『中丸薫魂の旅 : 2012年の奇蹟にむかって!』あ・うん、2008年5月。
- 『自然と人生―宇宙・地球・人間を結ぶもの』あ・うん、2008年7月。
- 『空洞地球2012バージョン&アセンション』徳間書店、2008年7月。
- 『光の絆 : 心を調和する"愛"のアセンション』ビジネス社、2008年8月。
- 『日本は闇を亡ぼす光の国になる』ベストセラーズ、2008年9月。
- 『開戦前夜 : 2012年以降、世界をリードするのは日本』ベストセラーズ、2009年10月。
- 『UFOと地底人―ついに明かされた異星人と空洞地球の真実』Gakken、2009年11月。
- 『いよいよ2012年さあ、こんな世の中にしよう : 超革命的5次元生活のすすめ』徳間書店、2009年11月。
- 『闇の世界権力 : 最後の謀略2010-2012 : オバマ大統領への緊急親書』ランダムハウス講談社、2009年12月。
- 『世界金融危機と闇の権力者たち』文芸社、2009年12月。
- 『UFOとアセンション : 直前に迫った2012年の地球激変とホピ族の終末大予言』学研パブリッシング〈Mu super mystery books〉、2010年2月。
- 『大予測！神の世直し立て直し』あ・うん、2010年3月。
- 『2013年、アセンション後の地球』青志社、2010年6月。
- 『霊地巡礼　今こそ、心揺さぶる場所へ！』竹書房、2010年7月。
- 『アジア発・世界平和は日本が興す　闇の権力の逆襲に抗して』KKベストセラーズ、2010年9月。
- 『アセンションの準備はできていますか―「希望の太陽」中丸薫の光のワークショップ・1』ヒカルランド、2011年。
- 『2013年、地球最終戦争から生き残る道』青志社、2011年。
- 『2013年、「地球」大再編の仕組み』青志社、2011年。
- 『五次元世界の奇蹟 愛の光でアセンション』あ・うん、2011年。
- 『UFOと月のミステリー 月面に存在する異星人の基地と女神からのメッセージ』学研パブリッシング、2011年。
- 『こんな世の中だからこう生きよう 「希望の太陽」中丸薫の光のワークショップ 2』ヒカルランド〈超☆ぴかぴか文庫〉、2011年。
- 『地球維新2012 アセンションへの讃歌が聞こえる』あ・うん、2011年。
- 『地球大維新 2012年、世界次元上昇までどう生きるか』ベストセラーズ、2011年。
- 『闇の権力フリーメイソンの大分裂 2012年へのカウントダウン』ベストセラーズ、2011年。
- 『UFOとフリーメーソン 世界支配を目論む世界最大の秘密結社と異星人の知られざる関係』学研パブリッシング、2012年。
- 『かくのごとくあなたの生命・財産はいとも簡単に略奪される! = YOUR LIFE AND PROPERTY ARE EASILY PLUNDERED IN THIS WAY』あ・うん、2012年。
- 『神の星優良地球へ 2012年、ヴァチカン改革から甦る世界宗教』ベストセラーズ、2012年。
- 『原発と闇の権力と霊性の復権』文芸社、2012年。
- 『2013年、カルマからの脱出 アセンション後に人類は再生する!』ベストセラーズ、2012年。
- 『2014年に備えなさい』青志社、2012年。
- 『M9.0東京直撃の日 日本列島激震マップ』あ・うん、2012年。
- 『闇の世界は終わり、光の世界が始まる』徳間書店、2012年。
- 『アセンションと生まれ変わりの秘密 死後の世界を知るためのスピリチュアル・メッセージ』学研パブリッシング、2013年。
- 『2015年に来る真の危機から脱出せよ!』青志社、2013年。
- 『私が出会った「世界権力者&超VIP」50人真実の素顔』イースト・プレス、2013年。
- 『古代日本人とユダヤの真実』KKベストセラーズ、2013年。
- 『金がすべてのこの国の支配層も了承済み 闇の世界権力が「完全隷属国家日本」を強く望む理由 アメリカは必ず日本を戦争へ誘導する』ヒカルランド、2014年。
- 『「地球」丸ごと奪われた「未来」を取り戻せ ニコラ・テスラ特許を完全応用/[QEGフリーエネルギー]で闇の世界権力を本気で突き崩します』ヒカルランド、2014年。
- 『天皇生前退位と神国・日本の秘密 「闇の権力」の日本占領を跳ね返す』成甲書房、2016年。
- 『私は歩む 愛と光の地球ワンワールドの道 幸せに輝く人生のあり方』ヒカルランド、2017年。
- 『トランプ巨大旋風の奥底は《イルミナティvsプーチン》1%寡頭勢力打倒の戦いである』ヒカルランド、2017年。
- 『南北統一で世界のハブ(超大国)化する朝鮮半島と日本のとるべき針路 トランプと金正恩で激動する世界を読み切る』ヒカルランド、2018年。

### 共著
- 『泥棒国家日本と闇の権力構造―ぶっ壊します！』ベンジャミン・フルフォード共著　徳間書店　2005
- 『この国を支配／管理する者たち菅沼光弘共著　徳間書店　2006
- 『日本とユダヤ／魂の隠された絆―日本人の霊力を呼び覚ますユダヤ人の叡智！』マーヴィン・トケーアー共著　徳間書店　2007年
- 『いま二人が一番伝えたい大切なこと』船井幸雄共著　徳間書店　2007
- 『まもなく世界は5次元へ移行します』エハン・デラビィ共著　徳間書店　2007
- 『新説2012年地球人類進化論』白峰共著　明窓出版　2008年
- 『5次元世界の「超」歩き方』エハン・デラヴィ共著　徳間書店　2011
- 『UFO五次元東京会議 = UFO FIFTH DIMENSION TOKYO MEETING』竹本良共著　ヴォイス出版事業部　2011
- 『宇宙のニューバイブレーション 第4密度へ アセンションのかたちとフォトンベルトの真相』坂本政道共著　ヒカルランド　2011
- 『闇の権力とUFOと2012年』矢追純一共著　文芸社　2011
- 『闇の世界権力の「日本沈没計画」を阻止せよ! 地震兵器も投入 イルミナティ大幹部が打ち明けてくれた驚愕のプロジェクト』レオ・ザガミ共著　ヒカルランド　2011
- 『激論!アセンションで何が変わるのか!?』竹本良、ベンジャミン・フルフォード、三上丈晴共著　青志社　2012
- 『さあ、宇宙人の声を聞きなさい ベールを脱いだ人類起源』レオ・ザガミ共著 山ノ内春彦訳　ヒカルランド　2012
- 『次元「超」突破 パラレル地球/別名5次元はもうできている』エハン・デラヴィ共著　ヒカルランド　2012
- 『誰も語りたがらないタブーの真実』三神たける共著　青志社　2012
- 『ユダヤと天皇家の極秘情報と闇の権力』飛鳥昭雄共著　文芸社　2012
- 『この世界でいま本当に起きていること』菅沼光弘共著　徳間書店　2013
- 『誰も語りたがらないタブーの真実 2』三神たける共著　青志社　2013
- 『闇の歴史対談　知られざる古代日本のユダヤと秘密結社』飛鳥昭雄共著　学研パブリッシング　2013
- 『闇の権力対談　世界支配を目論む秘密結社と悪魔』ベンジャミン・フルフォード共著　学研パブリッシング 　2013
- 『国際特許内容をまるまる公開! らくらく5次元ライフのはじまり はじまり 地球の大そうじは<<今ここ日本>>から<<このテクノロジー>>で！』木内鶴彦共著　ヒカルランド　2013
- 『「食」で滅ぼす仕組みに倍返し これだ!<<里山資本主義>>で生き抜こう! ワンワールド支配者の完全占領まであと一厘』船瀬 俊介共著　ヒカルランド　2013
- 『UFOスピリチュアル対談　異星人が教えてくれた日本の近未来』　秋山眞人共著　学研パブリッシング  2014
- 『沈むな! 浮上せよ! この底なしの闇の国NIPPONで覚悟を磨いて生きなさい! 』 池田整治共著　ヒカルランド　2014
- 『八咫烏と闇の権力と第3次世界大戦』飛鳥昭雄共著　文芸社　2014
- 『日本が危ない! 今この9人が緊急に語り尽くす この国根幹の重大な真実 この国民(くにたみ)の未来を守り抜くために《絶対に必要な情報群》』飛鳥 昭雄、池田 整治、板垣 英憲、 菅沼 光弘、 船瀬 俊介、 ベンジャミン・フルフォード、内気正時、宮城ジョージ共著　ヒカルランド　2016
- 『[新装版]十六菊花紋の超ひみつ 日本人ならぜったい知りたいユダヤと皇室と神道 』ラビ・アビハイル、小林隆利、久保有政共著　ヒカルランド　2018
- 『闇の世界権力が絶対に潰したい国 北朝鮮の真実の姿』菅沼光弘共著　ヒカルランド　2018
- 『トランプvs金正恩 その暗闘・裏側の超真相 未来がわかるアメリカ1%寡頭権力の巨大地殻変動 』菅沼 光弘、板垣 英憲 、リチャード・コシミズ、田母神 俊雄、 坂の上零共著　ヒカルランド　2018